# Marçal Badia i Colomer
Marçal (o Marcial) Badia i Colomer (Reus, 1906 - Buenos Aires, 1986) va ser un escriptor i militant socialista català.
Fill de Marcial Badia Arnal, tipògraf tortosí, en compartia la ideologia socialista avançada. Visqué sempre a Reus, fins a l'any 1939, on exercí diversos oficis. Tenia ploma fàcil i àgil i la majoria dels seus escrits són de contingut ideològic i social. Publicà en diverses revistes i periòdics catalans articles d'opinió i treballs en prosa i en vers. L'historiador reusenc Pere Anguera destaca que al número 1 del setmanari Reus Sports, (14 de maig de 1923) un periòdic de crítica i informació esportiva, va publicar un article "Fem esport" on agermanava l'exercici físic amb la lluita per l'alliberament nacional. Anguera afegeix que semblava una proclama per a preparar-se per la lluita armada. L'any 1924 era secretari de l'Associació d'Obrers de Casa Espinós, una pirotècnica on treballava en la secció de cartonatge. "La Revista Blanca", a la col·lecció "La Novela Ideal", li publicà algunes novel·les entre 1932 i 1935 que van tenir un cert èxit. Durant la República i la guerra civil col·laborà, en l'òrbita del PSUC, en els periòdics reusencs Foment i Diari de Reus. El 1939 s'exilià de Reus amb la seva família. Va viure a França entre el 1939 i el 1953, i va embarcar a Marsella en direcció a Buenos Aires, on va morir el 1986.